# Starovičky
Starovičky é uma vila situada no distrito de Břeclav, Morávia do Sul, República Checa. Possui 747 habitantes (2006) e cobre uma área de 8.58 km².

## Informações Externas
- Escritório Estatístico Tcheco: Municipalidades de Distrito de Břeclav